# Sloterhof

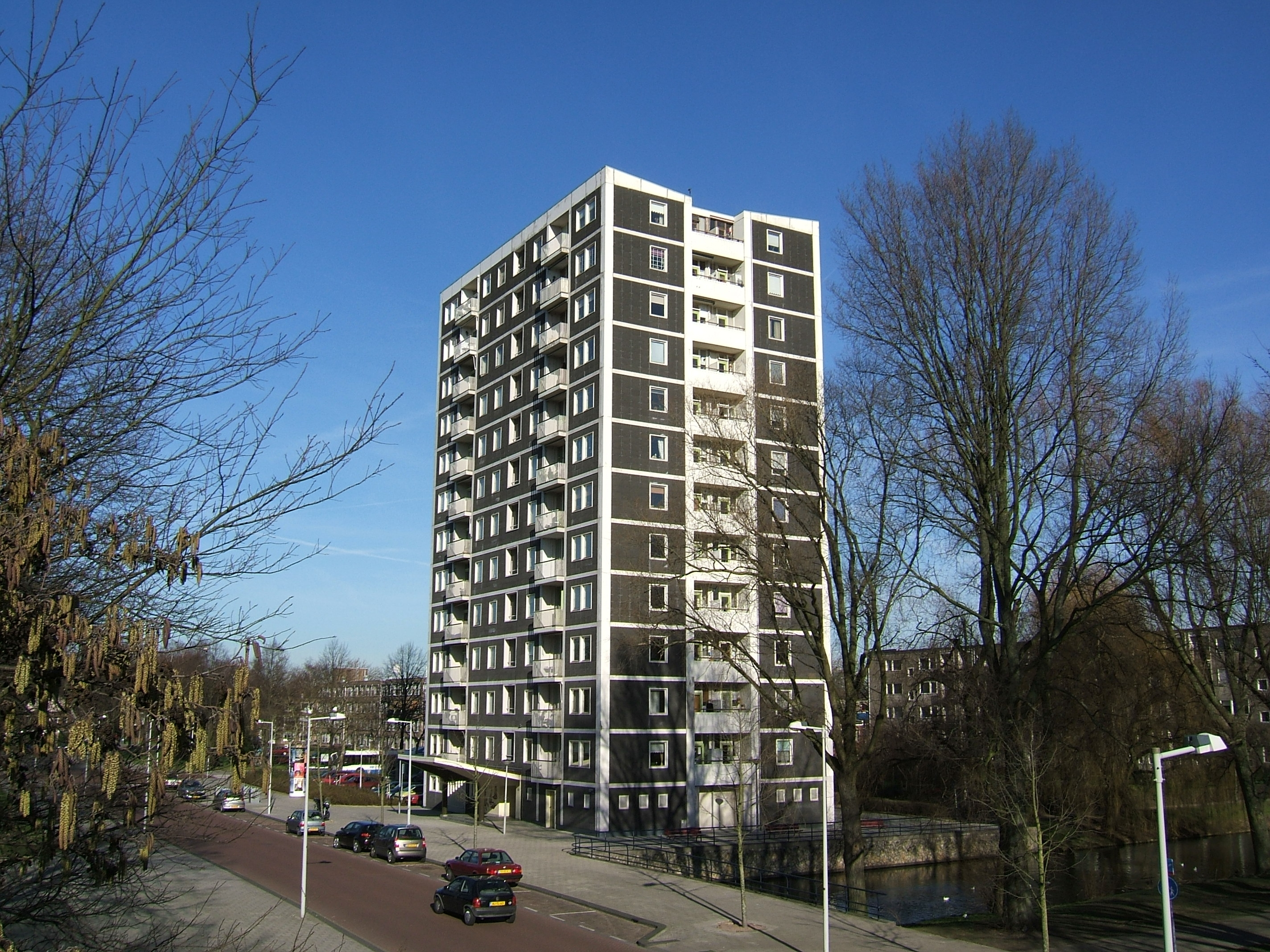
De Toren van de Sloterhof, hoek Comeniusstraat en Hemsterhuisstraat.

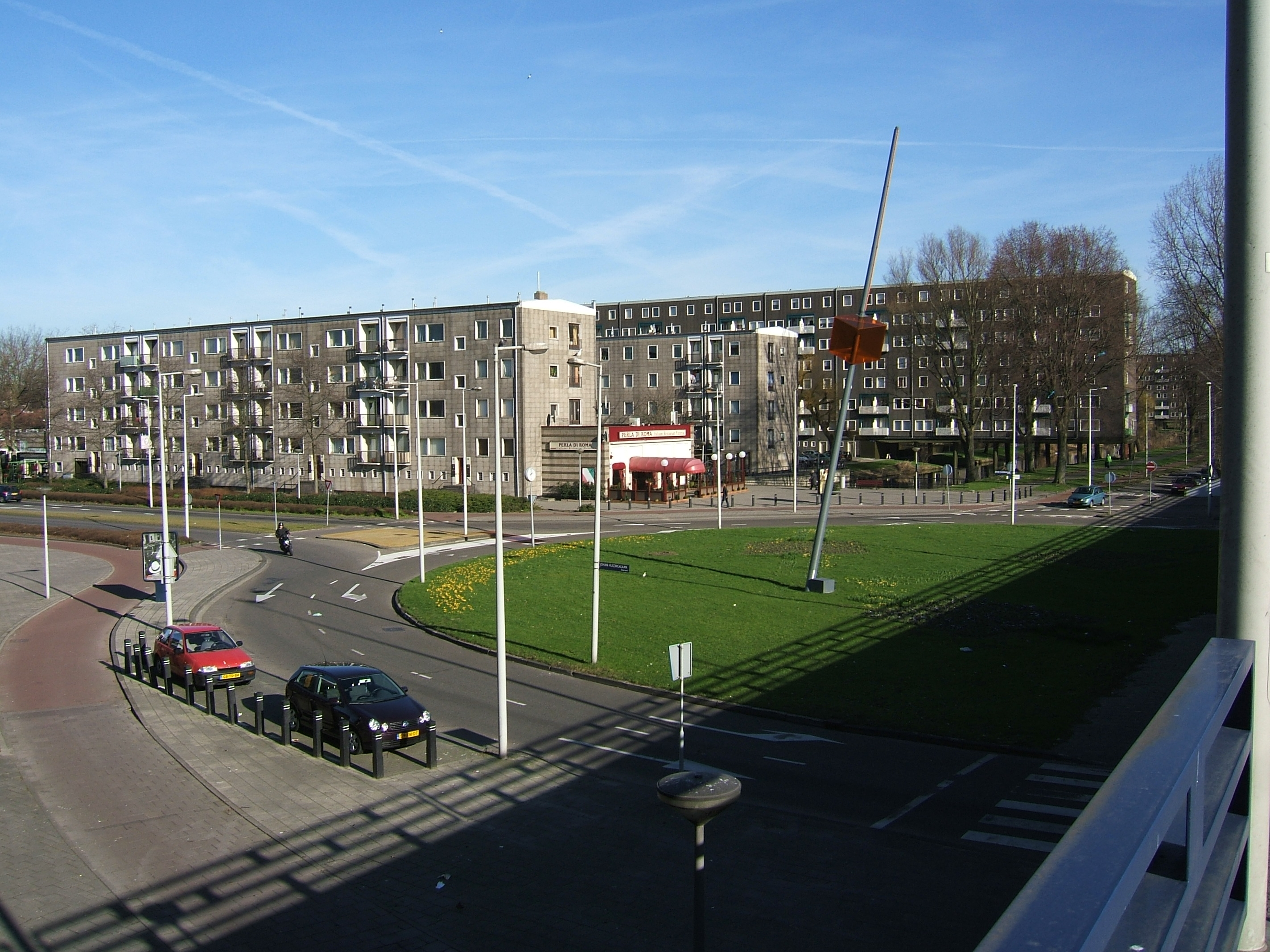
De Sloterhof gezien vanaf het viaduct Cornelis Lelylaan / Johan Huizingalaan.

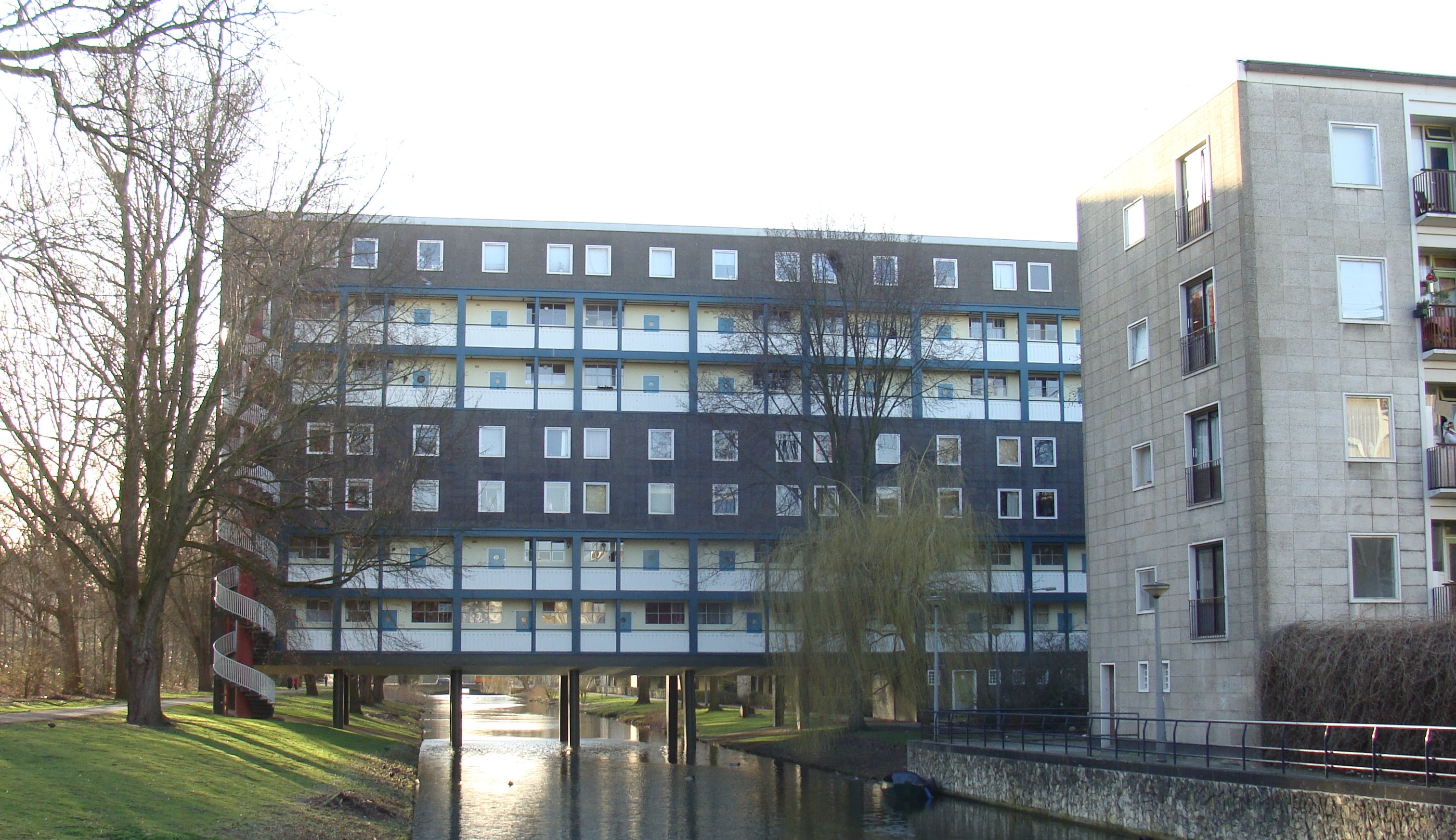
Een van de hoogbouwblokken van de Sloterhof, die gedeeltelijk over de siergracht langs de Cornelis Lelylaan heen zijn gebouwd. Van de zeven woonlagen bestaat de onderste uit woningen voor alleenstaanden, terwijl de zes woonlagen daarboven uit drie gestapelde maisonnettes van twee verdiepingen bestaan.

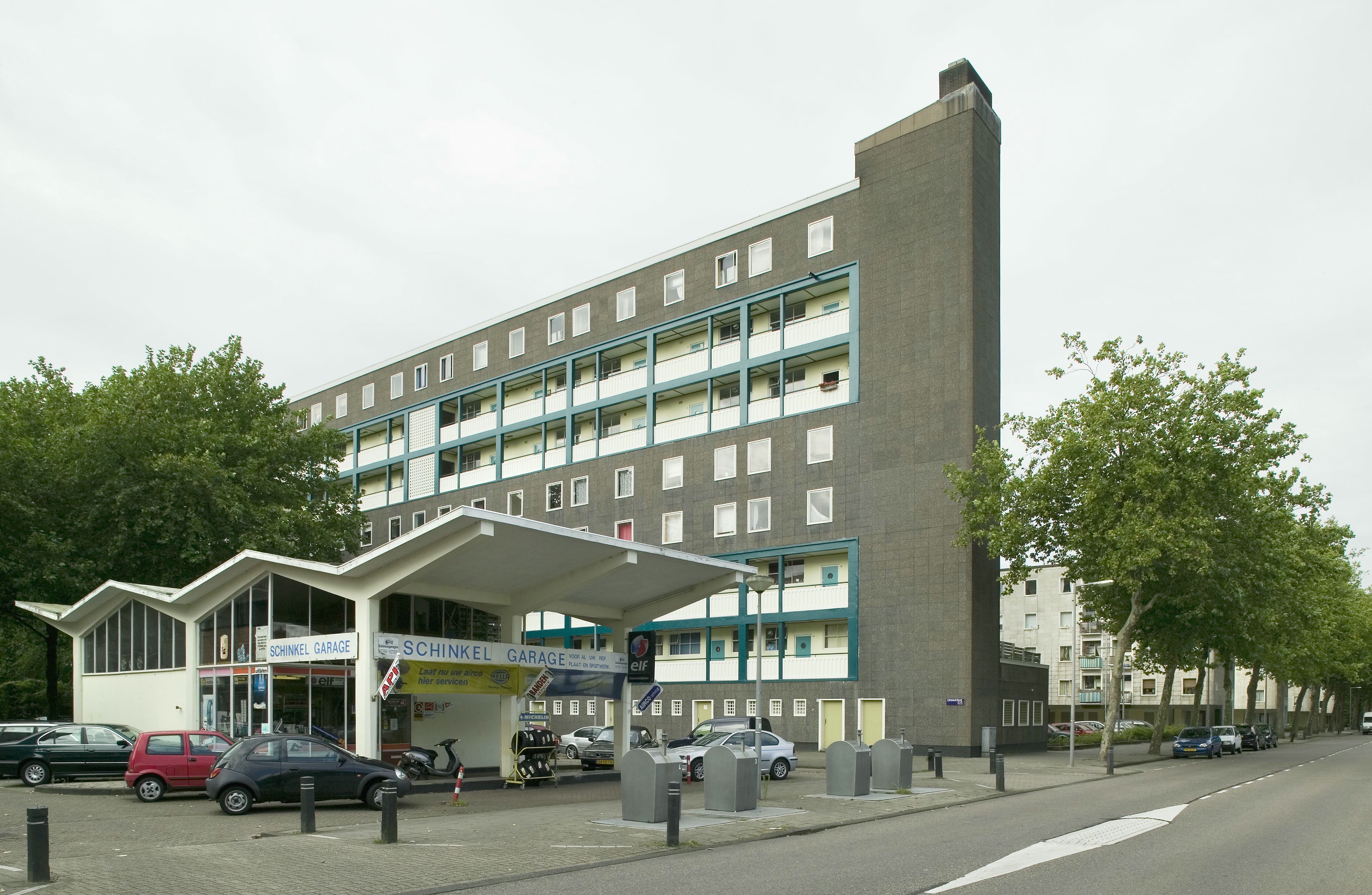
Zicht vanaf de Comeniusstraat op een van de hoge galerijflats en een van de twee garages met karakteristieke dakvorm.

De Sloterhof is een woningbouwproject aan de Comeniusstraat (langs de Cornelis Lelylaan) in de Amsterdamse wijk Slotervaart. Het project, dat in 1958-'59 werd opgeleverd, bestaat uit dertien portiekflats (vier woonlagen) drie hoogbouwblokken (zeven woonlagen), een torenflat met twaalf woonlagen en een blok met atelierwoningen.
De architect, J.F. Berghoef, had zijn wortels in de Delftse School (die de voorkeur geeft aan traditionele materialen zoals hout, natuursteen en baksteen) maar maakte voor dit project gebruik van moderne industriële materialen en technieken. Sloterhof is een van de bekendste voorbeelden van toepassing van dergelijke systeembouw in de naoorlogse Wederopbouwarchitectuur. Het geheel is gebouwd met gebruikmaking van het zogenaamde Nemavo-Aireysysteem: een assemblage van stalen, betonnen en houten prefab-onderdelen. Het was de eerste toepassing van dit systeem bij hogere woongebouwen.

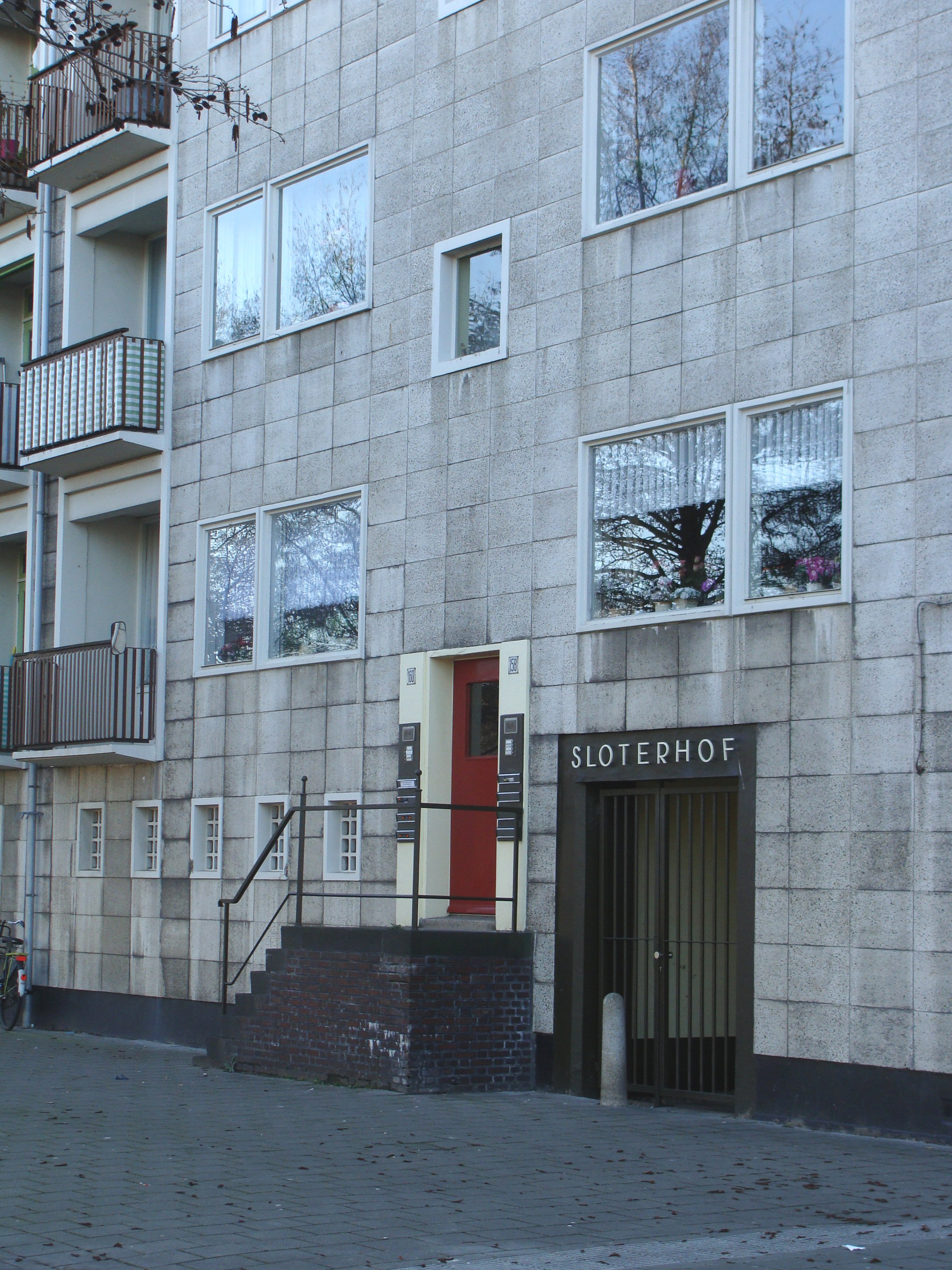
Portiekwoningen aan de Johan Huizingalaan.

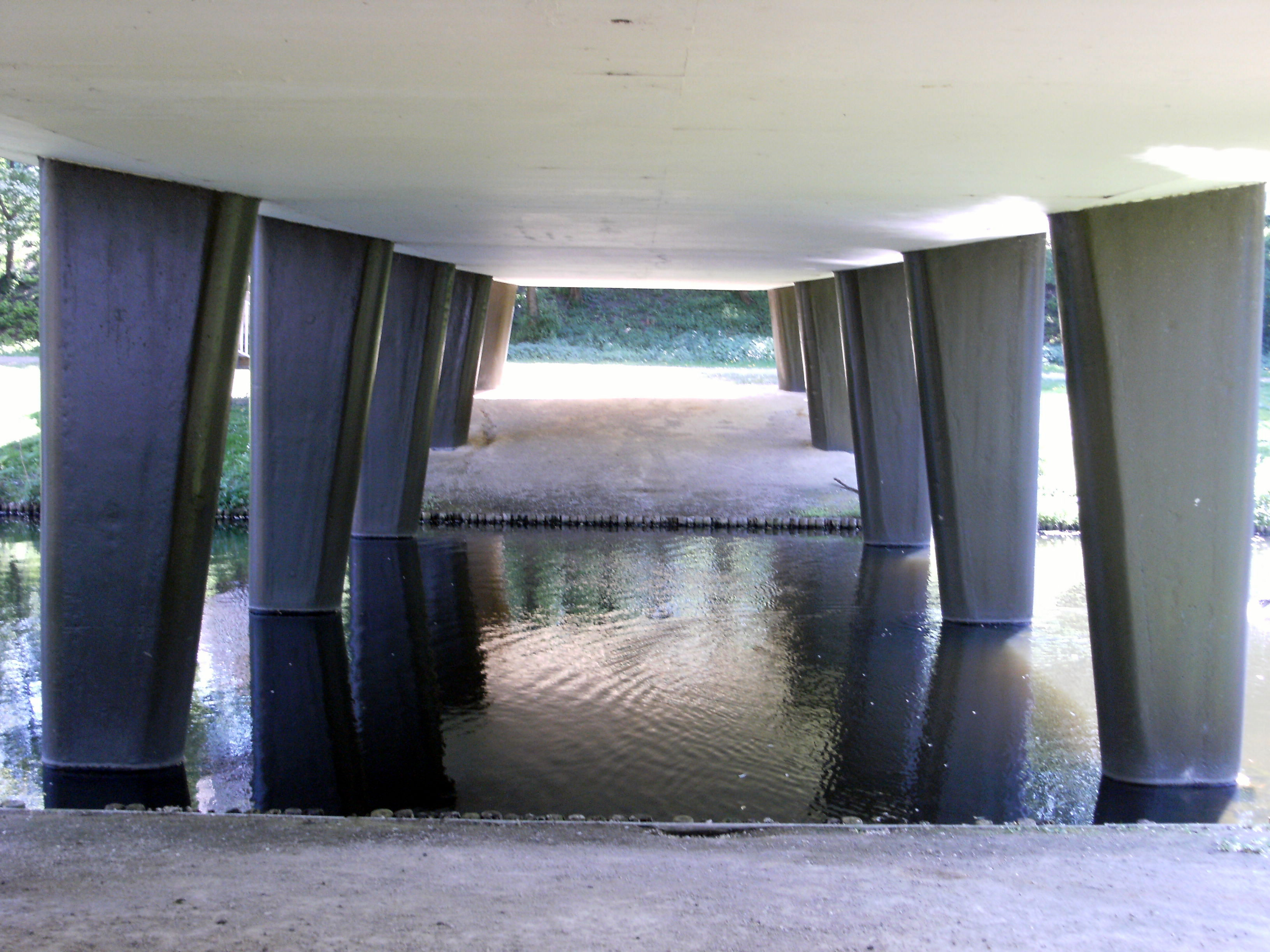
De gebouwen over de siergracht staan op piloti, in navolging van de stijl van Le Corbusier.

De portiekflats met gestapelde etagewoningen hebben aan de voorzijde een trap die toegang geeft tot het trapportaal. Aan de achterzijde bevindt zich gelijkvloers een galerij die toegang geeft tot de bergingen onder de woonlagen.
De drie grotere flatblokken van zeven woonlagen zijn gedeeltelijk over een siergracht heen gebouwd. Hier zijn 'pilotis' toegepast (Les pilotis: het gebouw moet van de grond verheven worden). De bergingen bevinden zich op de begane grond; daarboven bevindt zich een laag met woningen voor alleenstaanden en daarboven drie lagen met maisonnettes van twee verdiepingen. De galerijen geven afwisselend toegang tot de bovenste en de onderste verdieping van deze maisonnettes.
De torenflat aan de Hemsterhuisstraat 145-241 vormt de westelijke afsluiting van het ensemble. Hiervan is de ingangspartij onder de luifel versierd met een 
artistiek kunstwerk in sgraffitotechniek van Jan Goeting.

Tot het project behoren tevens een tweetal benzinestations met autogarages, de haaks op de Johan Huizingalaan staande winkelpanden aan weerszijden van deze laan en de twee restaurants (waarvan het westelijke oorspronkelijk als bankfiliaal was ontworpen) aan de rotonde onder het viaduct in de Cornelis Lelylaan. Tevens bevatten negen van de dertien portiekflats een winkelruimte aan de noordzijde van de blokken.
Evenals het iets oudere Amstelhof-complex aan de President Kennedylaan in Amsterdam-Zuid, eveneens ontworpen door Berghoef, is dit woningbouwcomplex in particulier bezit gerealiseerd en verkeert het, als gevolg van het uitblijven van grote investeringen en renovaties, nog in een nagenoeg originele staat. Hoewel aan de Sloterhof een grote architectonische en stedenbouwkundige waarde wordt toegekend was dit vooralsnog niet op de lijst van rijksmonumenten geplaatst. Wel is aan het project in 2008 de status van gemeentelijk monument toegekend. In het voorjaar van 2016 volgde plaatsing op de lijst van rijksmonumenten.
Een grote schilderbeurt van de portiekflats van het complex, die in 2008 is gestart aan de oostzijde van het complex, is als gevolg van deze status gestaakt toen bleek dat men niet de originele kleuren toepaste. Inmiddels is uit onderzoek vastgesteld welke kleuren oorspronkelijk werden toegepast. Vanaf de afwijkende portiekflats met winkels aan weerszijden van de Johan Huizingalaan is de schilderbeurt in de juiste kleuren voortgezet. De resterende flats en de hoogbouwblokken volgen in een later stadium.